# Rauwers
Rauwers est une entreprise belge fondée en 1919, spécialisée dans les domaines de la mobilité, de la sécurité routière, du stationnement et de la télématique embarquée. Elle est basée à Bruxelles et possède des filiales en France (Sirac) et en Allemagne (Rauwers GmbH).

## Historique
La société a été fondée à Saint-Josse-ten-Noode par Alphonse Rauwers et Paul Voisin. Son activité initiale portait sur le reconditionnement de véhicules militaires. Dès 1927, elle se spécialise dans l’importation de tachygraphes, devenant après la Seconde Guerre mondiale le distributeur exclusif en Belgique des appareils Kienzle (aujourd’hui VDO).
Dans les années 1960, sous la direction d'Oscar Rauwers, l’entreprise élargit ses activités aux équipements de signalisation pour véhicule d'intervention. En 1968, elle installe les premiers parcmètres en Belgique à Schaerbeek et crée la filiale française Sirac.
À partir des années 2000, Pablo Rauwers continue le développement international de l’entreprise avec la création d'une filiale en Allemagne. Il engage également un processus de modernisation de la gouvernance familiale et prépare activement la transition vers la quatrième génération, officialisée à partir de 2019.

## Activités
Rauwers structure ses activités autour de trois pôles principaux, chacun répondant à des enjeux spécifiques de mobilité et de sécurité.

### Safe on Mission
Ce pôle regroupe les équipements destinés aux véhicules d’urgence ou d’intervention : rampes lumineuses, sirènes électroniques, systèmes de lecture automatique de plaques (ANPR), flèches directionnelles et dispositifs de signalisation mobile.

### Safe and Smart behind the Wheel
Rauwers fournit des solutions pour la sécurité et la performance des flotte automobile: tachygraphe numérique, éthylotest antidémarrage, systèmes de géolocalisation, analyse de données via TIS-Web, etc..

### Sustainable Urban Mobility
L’entreprise accompagne les collectivités territoriales dans la gestion du stationnement et de la mobilité urbaine : horodateurs, systèmes scan-auto, capteurs environnementaux, et application Yellowbrick pour le paiement à distance,.
En 2024, environ 350 000 places de stationnement sont gérées à travers plus de 40 villes en Belgique et en France.

## Évolutions récentes
En 2023, Rauwers développe une solution d’analyse de flotte pour accompagner l’électrification des véhicules (EVSA), en partenariat avec Geotab.
En 2024, l’entreprise annonce un recentrage stratégique vers une offre de services. Ce repositionnement s’articule autour de trois objectifs : accompagner la mobilité urbaine durable, améliorer la sécurité des conducteurs professionnels et optimiser l'efficacité opérationnelle, économique et environnementale des flottes.

## Responsabilité sociétale
L’entreprise indique intégrer des engagements environnementaux, sociaux et de gouvernance ESG dans sa stratégie de développement, en réduisant notamment l’empreinte carbone de ses activités, en renouvelant ses véhicules professionnels vers des modèles à faible émission, et en renforçant la place des jeunes et des seniors dans ses équipes.

## Organisation
Depuis 2024, la direction est assurée par Nelson Charlier-Rauwers, David Delestrée et Bouchra Majillane. L’entreprise reste familiale, applique depuis 2017 une charte de gouvernance, et est membre du Family Business Network Belgium.

## Chiffres clés
- Année de fondation : 1919
- Nombre d'employés : environ 100
- Chiffre d’affaires : 35 millions € (2024)[8]
- Présence : Belgique, France (Sirac), Allemagne (Rauwers GmbH)